# Пам'ятник Олександру Астраханю
Пам'ятник Олександру Астраханю — пам'ятник Олександру Зіновійовичу Астраханю встановлений в Донецьку 21 серпня 2007 року біля будинку по вулиці Університетській, 1. Автор пам'ятника — скульптор Скорих Олександр Митрофанович.
Пам'ятник встановлений на честь Олександра Астраханя — діяча вугільної промисловості та шахтобудування, керівника державного холдингу «Спецшахтобуріння», заступника міністра вугільної промисловості з ініціативи державного холдингу «Спецшахтобуріння», за підтримки міністерства вугільної промисловості України, донецької міської адміністрації та адміністрації Донецької області.
Пам'ятник являє собою погруддя, розташоване на круглому постаменті з граніту, а саме погруддя з бронзи.
На постаменті напис:
|  | Астраханю Олександру Зіновійовичу видатному діячу вугільної промисловості та шахтного будівництва. |